# Stanisław Majerski (geograf)

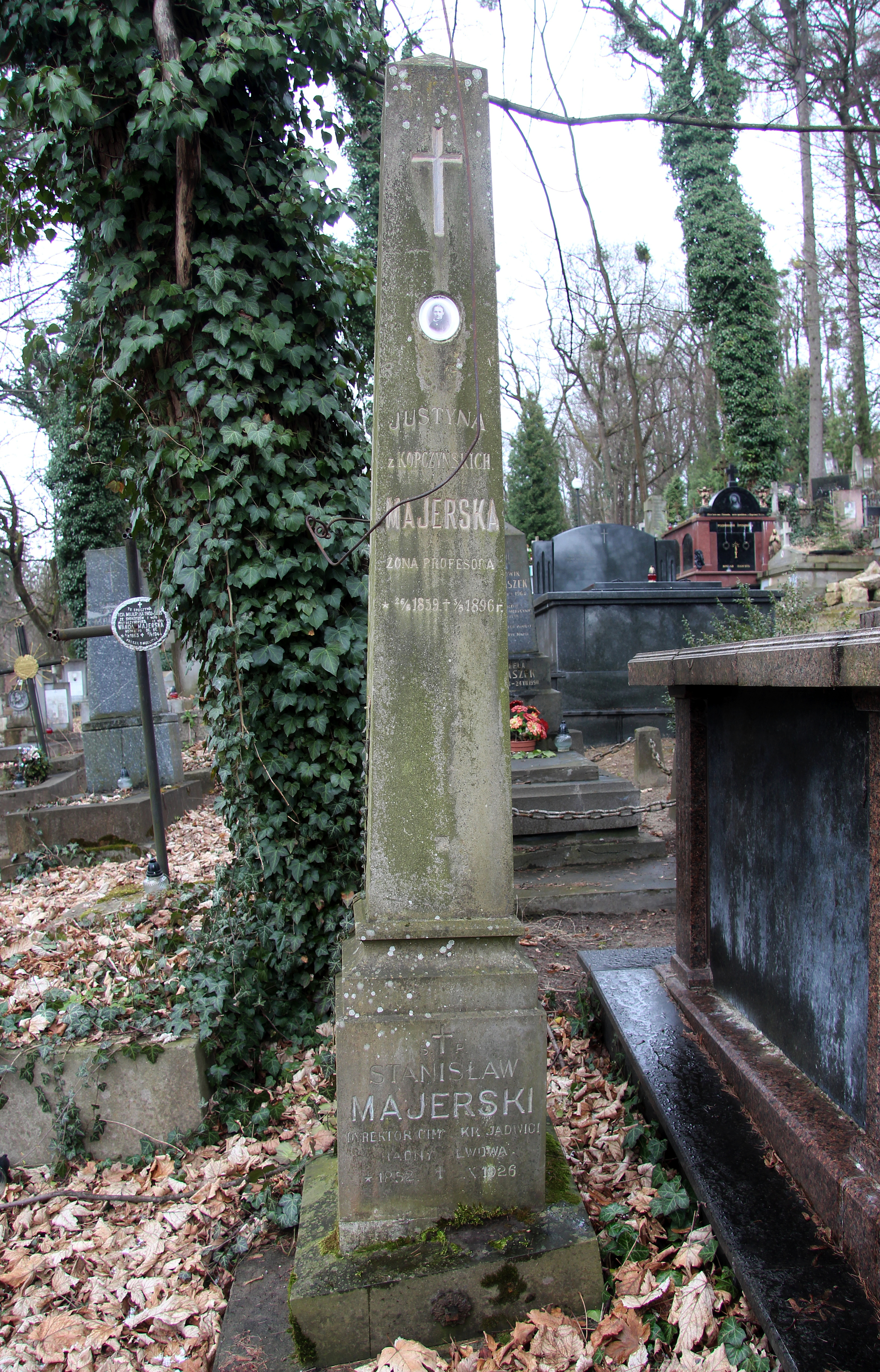
Grób na Cmentarzu Łyczakowskim we Lwowie

Stanisław Józef Majerski (ur. 1852 w Jordanowie, zm. 12 października 1926 we Lwowie) – polski nauczyciel, geograf i historyk, radny Lwowa, autor pierwszej polskiej mapy hipsometrycznej.

## Życiorys
Ukończył gimnazjum św. Anny w Krakowie i studia na Wydziale Filozoficznym Uniwersytetu Jagiellońskiego (1879). 
Był zastępcą nauczyciela w C. K. Gimnazjum im. Franciszka Józefa we Lwowie, po czym 24 sierpnia 1891 został mianowany nauczycielem rzeczywistym w C. K. Gimnazjum w Sanoku, a tuż po tym 27 sierpnia 1891 otrzymał nakaz pełnienia obowiązków nauczycielskich w C. K. Seminarium Nauczycielskim we Lwowie (jego miejsce w Sanoku zajął Walerian Krywult). Reskryptem C. K. Ministra Wyznań i Oświecenia z 24 czerwca 1892 otrzymał opróżnioną posadę nauczyciela w C. K. Gimnazjum niższym we Lwowie. W 1902 objął stanowisko dyrektora Żeńskiej Szkoły Wydziałowej we Lwowie (późniejsze Gimnazjum Żeńskie im. Królowej Jadwigi). Był założycielem lwowskiej Szkoły Handlowej (dwuletniej). 
Publikował książki i rozprawy geograficzne i historyczne (od 1887), propagował sport wśród młodzieży, orędował za szerokim dopuszczeniem kobiet na studia uniwersyteckie. W 1894 brał udział w międzynarodowym kongresie geograficznym w Londynie, a także współorganizował galicyjską wystawę krajową we Lwowie. Publikował w Kurjerze Warszawskim, Dzienniku Kijowskim i w czasopiśmie France et Pologne. W 1894 opublikował pierwszą polską mapę hipsometryczną - Mapę ścienną Królestwa Galicji i Lodomerii z Wielkim Księstwem Krakowskim z księstwami oświęcimskim i zatorskim (skala 1:350.000). Mapę wydrukowała litografia A. Przyszlaka, a wydawcą była księgarnia Gubrynowicza i Szmidta we Lwowie. Od 1899 aż do śmierci był wybierany na lwowskiego radnego miejskiego. Był organizatorem Jarmarku Lwowskiego (późniejszych Targów Wschodnich). W 1913 został dyrektorem Księgarni Nauczycielskiej we Lwowie.
Został pochowany w grobowcu rodzinnym na Cmentarzu Łyczakowskim we Lwowie.